# La guitare fait mal (chanson)
Pistes de Ça ne change pas un homme
Amour facile Une journée
Singles de Johnny Hallyday
Et puis je sais
(1992) La guitare fait mal (version live)
(1992)
Clip vidéo
[vidéo] « True To You (Live à Bercy, 1992) », sur YouTube
La guitare fait mal est une chanson de Johnny Hallyday sortie en 1991 sur l'album Ça ne change pas un homme.
En septembre 1992 la chanson est la face B du single True to you. En décembre 1992, elle est une nouvelle fois diffusée en single trois titres, qui cette fois propose deux versions différentes de La guitare fait mal enregistrées en public, l'une à Bercy en 1992 et accompagné à la guitare par Luther Allison, la seconde captée à Toulouse lors d'un concert d'Hallyday.

## Histoire
Johnny Hallyday, à Paris, au printemps 1991, travaille avec Tony Joe White sur de nouvelles chansons. L'Américain est même pressenti pour la réalisation du nouvel album d'Hallyday, mais le projet tourne court. Deux chansons toutefois voient le jour de cette collaboration : Une journée et La guitare fait mal écrites par Étienne Roda-Gil.
Si Une journée est composée par Tony Joe White, La guitare fait mal reprend une musique composée par Joe Dassin, dont il a fait une chanson sur des paroles de Claude Lemesle Le Marché aux puces (en 1979, sur l'album Blue Country). L'année suivante Dassin enregistre une adaptation anglaise nommée The Guitar Don't Lie (la chanson est alors créditée Dassin, Lemesle, White). Tony Joe White participe à l'enregistrement des deux titres en accompagnant Joe Dassin à la guitare.
Une dizaine d'années plus tard, c'est encore à la guitare qu'il participe aux enregistrements de Une journée et La guitare fait mal, qu'il réalise toutes deux.
La sortie de l'album, va être l'occasion d'un imbroglio à propos du crédit des auteurs de La guitare fait mal. En effet, si la 1re édition (vinyles et CD), crédite comme parolier Étienne Roda-Gil et Tony Joe White comme compositeur, la seconde édition (uniquement en CD), crédite cette fois Claude Lemesle, Joe Dassin et Étienne Roda-Gil, aux dépens de Tony Joe White qui n'est plus nommé.
En 1992, lors du spectacle de  Johnny Hallyday à Bercy, La guitare fait mal est l'un des moments fort du programme, le bluesman Luther Allison accompagnant le chanteur sur le titre, faisant une grosse impression en improvisant sur la mélodie.

## Discographie
10 décembre 1991 :
- album Philips 510850[4] Ça ne change pas un homme

7 septembre 1992 :
- 45 tours et CD single Philips[5] : True to you (nouvelle version), La guitare fait mal (version studio)

Discographie live :
Singles de Johnny Hallyday
True to you (version studio)
(1992) Je veux te graver dans ma vie (version Bercy 1992)
(1993)
Clip vidéo
[vidéo] « La guitare fait mal (Live Bercy 92) », sur YouTube
décembre 1992 :
45 tours promo Philips 1573 : La guitare fait mal (version live à Bercy 1992, avec Luther Allison à la guitare)
45 tours et CD single Philips 864 714-7 / 864 714-2 :
- La guitare fait mal (version live inédite enregistrée en concert à Toulouse)
- True to you (version live Bercy 1992)
- La guitare fait mal (version live Bercy 1992, avec Luther Allison à la guitare)

19 janvier 1993 :
- triple 33 tours et double CD Philips LP 514 400-1 / 514 400-2[7]

## Réception et classement

### Classement (single live)
| Classement (1993) | Meilleure position |
| ----------------- | ------------------ |
| France (SNEP)     | 33                 |